# Agrilus antiquus
Agrilus antiquus es una especie de insecto del género Agrilus, familia Buprestidae, orden Coleoptera.
Fue descrita científicamente por Mulsant & Rey, 1863.